# Facultad de Ingeniería Eléctrica y Electrónica (Escuela Politécnica Nacional)
La Facultad de Ingeniería Eléctrica y Electrónica de la Escuela Politécnica Nacional es la más antigua unidad académica de enseñanza superior en el área de la ingeniería eléctrica del Ecuador, fue creada en el año 1945 y actualmente cuenta con alrededor del 30% del total de estudiantes del centro de educación superior.

## Historia
En Quito, a los 20 días del mes de diciembre de 1945, en el local del Instituto Geológico Ecuatoriano, en sesión ampliada, tanto de la Junta Administrativa como de Profesores, se aprueba la creación del "Instituto de Electrotécnica e Hidráulica" (hoy Facultad de Ingeniería Eléctrica y Electrónica), con carácter profesional y de investigaciones científicas.
En 1962 en la Facultad se inicia la especialización en Ingeniería de Potencia y en el año 1964 se crea la carrera de Ingeniería en Electrónica y Telecomunicaciones. En los años ochenta, la industria comienza a sustituir los procesos de control electromecánicos por automatismos electrónicos de tecnología digital, lo que motivó la creación de la carrera de Ingeniería en Electrónica y Control, en agosto de 1981. En el año 2000 se crea la carrera de Electrònica y Redes de Informaciòn para reponder a las nuevas tecnologìas.
La Facultad de Ingeniería Eléctrica y Electrónica tiene como objetivos fundamentales realizar investigación científica y técnica, difundir la ciencia y la tecnología y prestar servicios en los campos de la ingeniería eléctrica, electrónica, de las comunicaciones y redes de información y de la automatización y control de procesos industriales, orientando su actividad preferentemente a solucionar los problemas de la sociedad ecuatoriana.
En el ámbito de la docencia, el objetivo de la Facultad (FIEE) es formar profesionales y académicos con una sólida fundamentación científica, tecnológica e investigativa en los campos de su especialidad, que les permita contribuir al progreso del país, al bienestar de la comunidad y a su propia realización personal.

## Estructura

### Conformación de los Consejos
El Consejo de Facultad está conformado por:
- El Decano, quien lo preside
- El Subdecano
- Los Jefes de Departamento
- Dos Representantes Estudiantiles

Cada Consejo de Departamento está conformado por:
- El Jefe de Departamento, quien lo preside.

- Dos Representantes de los profesores adscritos al Departamento

### Departamentos adscritos a la Facultad
- Departamento de Energía Eléctrica (DEE)

- Departamento de Automatización y Control Industrial (DACI)

- Departamento de Electrónica, Telecomunicaciones y Redes de Información (DETRI)

## Oferta Académica de la Facultad

### Grado
- Carrera en Electricidad

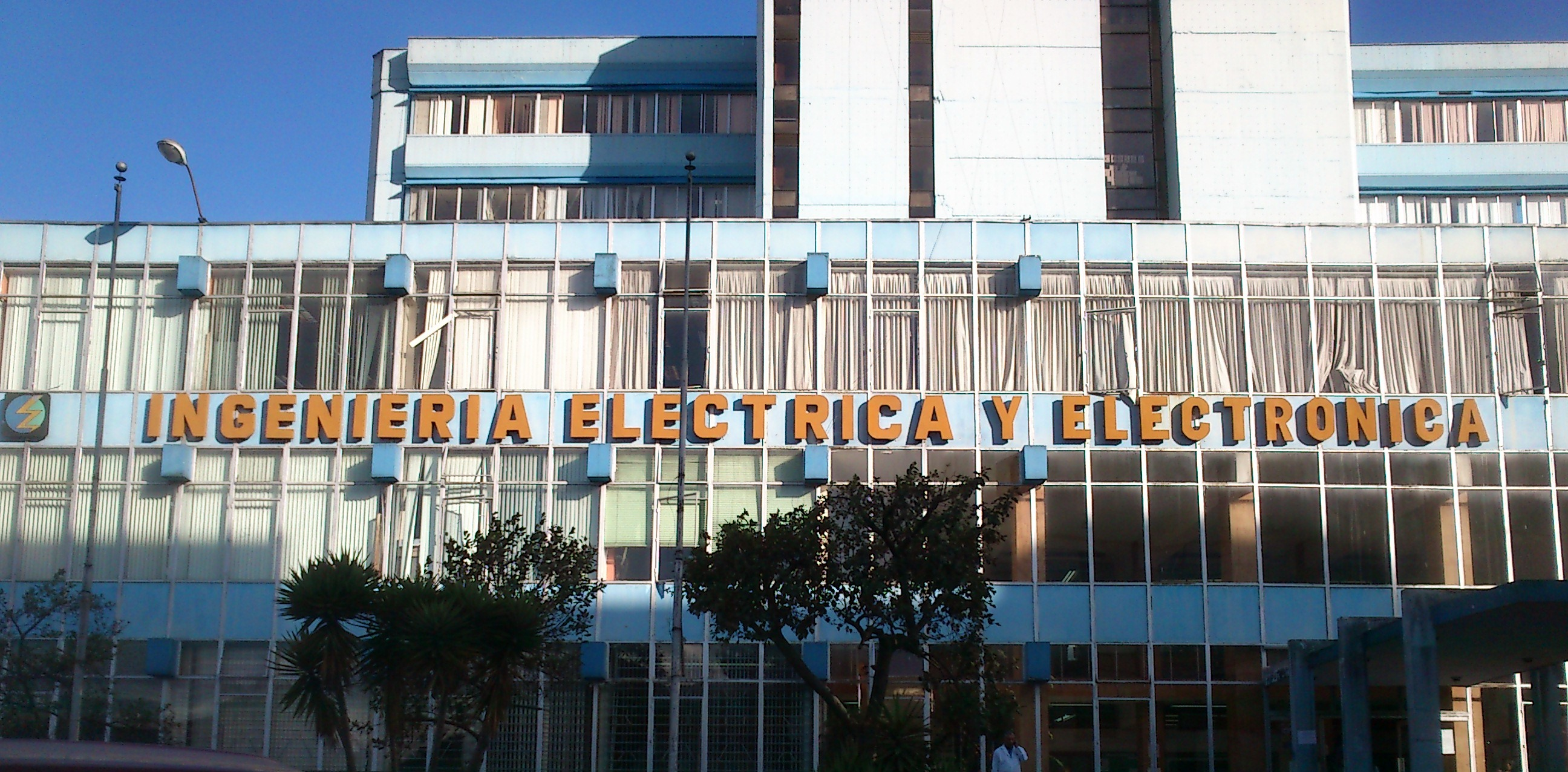
Facultad de Ingeniería Eléctrica y Electrónica.

- Carrera en Electrónica y Automatización
- Carrera en Tecnologías de la Información
- Carrera en Telecomunicaciones

### Posgrado
- Maestría en Electricidad con mención en Redes Eléctricas Inteligentes
- Maestría en Electrónica y Automatización, menciona Redes Industriales
- Maestría de Investigación en Electrónica y Automatización
- Maestría en Investigación en Telecomunicaciones
- Maestría en Tecnologías de Información con mención en Sistemas de Internet de las Cosas , y con mención  en Seguridad en Redes y Comunicaciones
- Doctorado en Ingeniería Eléctrica

## Autoridades

### DECANO
- PHD. Martha Cecilia Paredes

### SUBDECANO
- Dr. Fabián Pérez Yauli

### JEFES DE DEPARTAMENTO
- Dr. Hugo Arcos, DPTO. DE ENERGÍA ELÉCTRICA
- Dr. Danilo Chávez , DPTO. DE AUTOMATIZACION Y CONTROL INDUSTRIAL
- Dr. Diego Reinoso, DPTO. DE ELECTRÓNICA, TELECOMUNICACIONES Y REDES DE INFORMACIÓN

### COORDINADORES DE CARRERA
* Ingeniería Eléctrica
MSC. Fausto Valencia
* Ingeniería en Electrónica y Telecomunicaciones
MSC Fabio González
* Ingeniería en Electrónica y Control
MBA Ana Rodas 
* Ingeniería en Electrónica y Redes de Información
PHD.  Ana Zambrano

### COORDINADORES Y DIRECTOR DE POSGRADOS
* Maestría en Electricidad con mención en Redes Eléctricas Inteligentes
PHD. Jesús Jativa 
* Maestría en Electrónica y Automatización, menciona Redes Industriales
PHD. Luis Morales 
* Maestría de Investigación en Electrónica y Automatización
PHD. Paulo Leica
* Maestría en Investigación en Telecomunicaciones
PHD. Fernando Carrera
* Maestría en Tecnologías de Información
PHD. Danny Guamán
* Director del Doctorado en Ingeniería Eléctrica
PHD. Gabriel Salazar

## Laboratorios
- Laboratorio de Alto Voltaje
- Laboratorio de Distribución de Energía Eléctrica
- Laboratorio de Máquinas Eléctricas
- Laboratorio de Protecciones Eléctricas
- Laboratorio Físico de Sistemas Eléctricos de Potencia
- Laboratorio de Sistemas Eléctricos de Potencia
- Laboratorio de Instrumentación
- Laboratorio de Circuitos Eléctricos y Mediciones
- Laboratorio de Control de Máquinas Eléctricas
- Laboratorio de Control de Procesos Industriales
- Laboratorio de Control Industrial
- Laboratorio de Sistemas Microprocesados
- Laboratorio de Electrónica de Potencia
- Laboratorio de Electrónica General
- Laboratorio de Comunicación Digital
- Laboratorio de Comunicaciones Ópticas
- Laboratorio de Multimedia (Educación Virtual)
- Laboratorio de Informática
- Laboratorio de Sistemas Digitales
- Laboratorio de Electrónica de Alta Frecuencia
- Laboratorio de Redes I
- Laboratorio de Redes II
- Laboratorio de Investigación de Radio Frecuencia
- Laboratorio de Telefonìa IP
- Laboratotio de Comunicaciones Inalámbricas

## Investigadores y Personajes Ilustres de la FIEE/EPN
- Dr. Ernesto Grossman
- Ing. Jaime Velásquez (+)
- Dr. Herbert Jacobson (+)
- Dr. Kanti Hore (+)
- Dr. Henri Boileau
- Dr. Max Forter
- Ing. Carlos Behman
- Ing. Wilfredo Zichlmann
- Ing. Dimitri Kakabadze
- Ing. Jacinto Jijón y Caamaño
- Ing. Douglas Moya
- Dr. Bruce Hoeneisen
- Dr. Gualberto Hidalgo (+)
- Ing. Efrain Del Pino (+)
- Ing. Mario Cevallos   (+)
- Dr. Claudio Cañizares